# Джулия Микелини
Джулия Микелини (на италиански: Giulia Michelini) e италианска кино актриса. В България е известна с ролята си на Франческа Де Биазе от сериала „Веществени доказателства“.

## Биография
Микелини е родена в Рим, Италия на 2 юни 1985 г. Прави своя актьорски дебют на 17-годишна възраст през 2002 г. в третия сезон на полицейския сериал Distretto di Polizia. През 2003 г. се снима в първия си филм, Ricordati di me.

## Филмография

### Филми
- 2003: Ricordati di me
- 2007: La ragazza del lago
- 2009: Cado dalle nubi
- 2009: Immaturi
- 2009: Febbre da fieno
- 2009: Cavalli

### Сериали
- 2002: Distretto di Polizia
- 2004: Paolo Borsellino
- 2005: Веществени доказателства – Франческа Де Биазе
- 2006: Vientos de agua
- 2006: Il vizio dell'amore
- 2008: Aldo Moro – Il presidente
- 2009: La scelta di Laura
- 2009: Squadra antimafia – Palermo oggi